# 2nd Maryland Cavalry (CSA)
Pour les articles homonymes, voir 2e régiment.
Le 2nd Maryland Cavalry, aussi connu comme les rangers partisans de Gilmor, est un régiment de cavalerie confédérée au cours de la guerre de Sécession.

## Historique
L'unité est fondée et commandée par le colonel Harry Gilmor (en). Gilmor est un membre des gardes de Towson (aussi connus comme les gardes montés de Baltimore), lorsque la guerre de Sécession commence. En raison de ses opinions politiques, il est fait prisonnier par le gouvernement fédéral des États-Unis et emprisonné au fort McHenry. Après sa libération, il va dans la vallée de la Shenandoah se joindre à l'armée confédérée. Il sert en tant qu'éclaireur pour le colonel Turner Ashby, le prédécesseur du général J. E. B. Stuart. Gilmor rejoint en tant que soldat, mais est rapidement promu sergent-major. En mars 1862, il lève sa propre compagnie, qui est affectée au 12th Virginia Cavalry. 
Gilmor sert avec le général Stonewall Jackson dans le comté de McDowell, en Virginie occidental, en mai 1862. La compagnie de cavalerie de Gilmor passe les trois mois suivants, à effectuer des reconnaissances, servant de messagers et harcelant les camps et les trains ennemis. En septembre 1862, Harry Gilmor est avec le général Jackson quand il traverse le fleuve Potomac dans le Maryland. Pendant qu'il est dans le Maryland, Gilmor part « à l'anglaise », pour voir sa famille à Towson, dans le Maryland, au nord de Baltimore. Alors qu'il est en route vers la maison de sa famille, la plantation Glen Ellen, Gilmor est fait prisonnier par les forces de l'Union. 
Quelque temps plus tard, Harry Gilmor est de retour avec les forces confédérées dans le cadre d'un échange de prisonniers. Il sert sous les ordres du général JEB Stuart lors de la bataille de Kelly's Ford en mars 1863. Peu de temps après la bataille, Harry Gilmor demande à lever son propre régiment de cavalerie. Il organise plusieurs compagnies, pour la plupart des Marylanders, dans une unité que les hommes s'appellent eux-mêmes « la bande ». 
Parfois, le bataillon de Gilmor combat aux côtés d'autres unités, telles que rangers de McNeill (en), et le 1st Maryland Cavalry, CSA (en). Au cours de la campagne confédérée du Maryland, en juin 1863, Harry Gilmor est placé temporairement placé au commandement du 1st Maryland Cavalry, après la blessure au combat de son commandant. Après la campagne du Maryland, l'armée confédérée retourne en Virginie. Pendant ce temps, Gilmor a 6 compagnies complètes de rangers opérant dans la vallée de la Shenandoah. Elles mènent principalement des opérations de guérilla contre les trains de wagon de l'Union, les chemins de fer, les lignes télégraphiques, les dépôts, les ponts et les campements.
En juin 1864, le bataillon de Gilmor est désigné comme le 2nd Maryland Cavalry. Les unités du 1st et 2nd Maryland Cavalry sont impliquées presque quotidiennement dans des escarmouches avec la cavalerie de du général de l'Union Sheridan. Dans l'un de ces combats, le colonel Gilmor est grièvement blessé, et ne revient pas sur le terrain avant octobre. En février 1865, le 2nd Maryland part en Virginie-Occidentale pour fourrager du ravitaillement, et rejoindre les rangers de McNeill. Dans le processus, le colonel Harry Gilmor est capturé le 4 février 1865, et emmené au fort Warren, au Massachusetts.